# 曾醒明
曾醒明（英語：Tsang Sing Ming，1951年11月9日—），前無綫電視企業傳訊部宣傳科副總監。1973年11月入職電視台，2016年離職以後歷任亞洲電視外事總監和香港開電視外事顧問。他於無綫電視工作的四十二年間，協助解決了多個公關問題，如2009年演員陳鴻烈猝逝一事、2012年全民票選香港小姐伺服器系統故障、2011年陳志雲於威遠行動中被廉政公署拘捕以及香港小姐馬賽艷舞風波等等。另外，無綫電視間中會安排演員及觀眾於香港的廣場一同收看自家劇集的大結局。此種公關宣傳活動的靈感其實出自曾醒明 ─ 他於2004年為《金枝慾孽》策劃了「御膳盆菜為公益」一慈善盆菜宴。自此，電視台採用了相同的公關手法。

## 背景
曾醒明在中國廣東省台山縣出生，四歲時隨母親與胞弟來到香港，與父親一起定居曾醒明舅母位於沙田下禾輋龍鳳台的平房。其後移居深水埗青山道舊樓。由於發生水災，他一家人被政府安置在該區的臨時木屋區暫住，再移居橫頭磡徙置區（中學階段）。他於沙田舊墟（即現時的沙田廣場）就讀信義學校幼稚園部，小學學業則在深水埗區完成。在學時成績優異，惜1964年升上九龍城嘉林邊道中西英文書院（與前香港立法會議員陳鑑林為同屆同學）以後，為了照顧七名弟妹，他自中二開始半工讀，成績因此轉差。至1969年中五畢業，便當出入口貿易公司文員。曾在學時已與任職菜市場送貨員的父親於菜檔工作。自己又會替徙置區內的小朋友補習及鄰居倒垃圾以賺取生活費。任文員兩年間於珠海學院夜校報讀傳理系，但礙於上班時間不能配合，因此只讀了一個學期便退學。而報讀傳理系的原因出於他自小養成寫作與閱讀習慣，且想向新聞界發展個人事業。

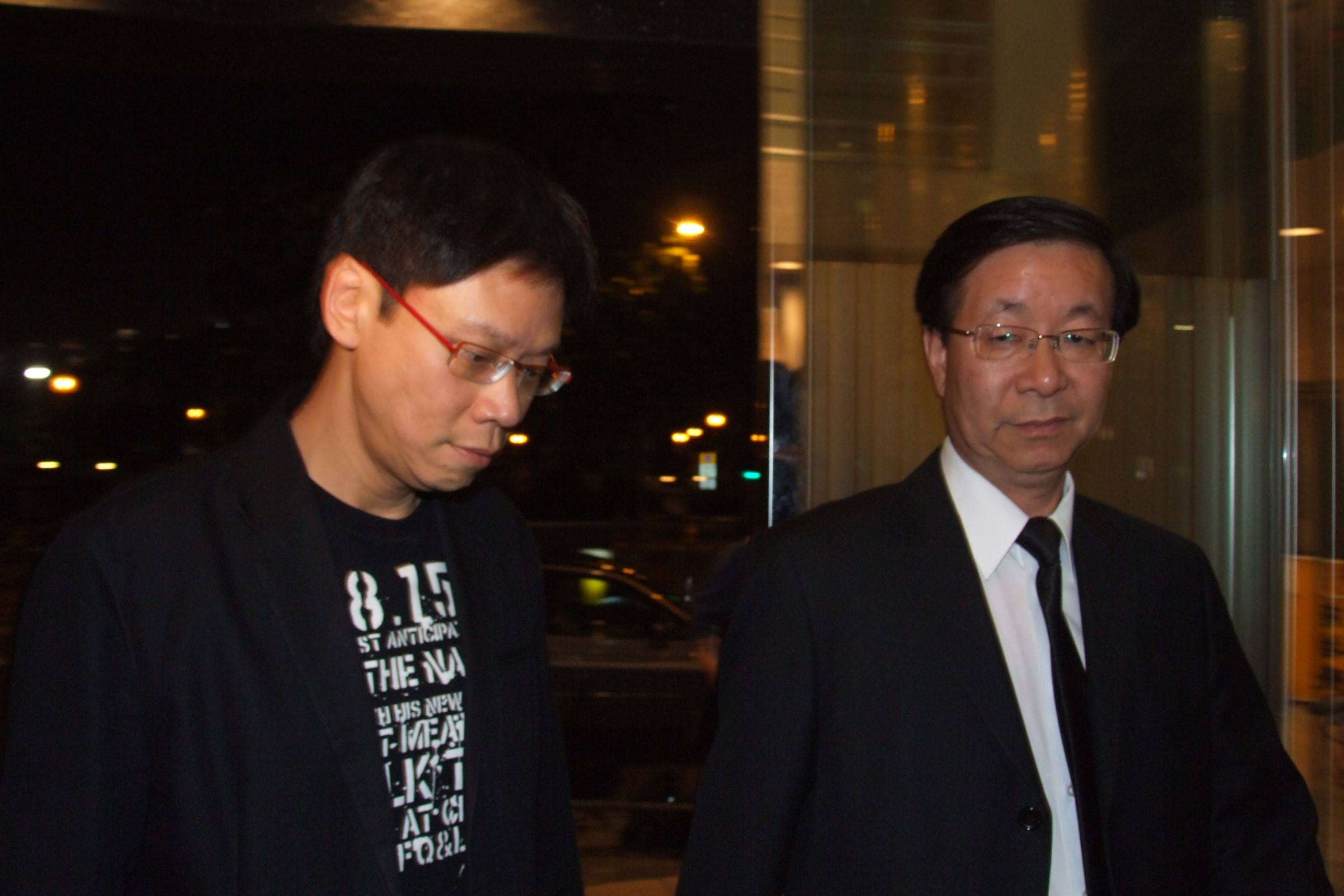
2008年5月13日，時任無綫電視企業傳訊部宣傳科副總監曾醒明（圖右）及時任無綫電視電視廣播業務總經理陳志雲（圖左）到香港殯儀館出席該台體育新聞主播伍晃榮的喪禮

1973年，適逢無綫電視聘請員工，曾醒明在電視台任剪接師的小學同學介紹他入職無綫電視，擔任初級公關助理崗位。他當年獲時任無綫電視新聞部經理何掌邦聘用，一直工作至1980年代中期才慢慢晉升為初級公關經理，1987年被時任企業傳訊部總經理李靜雲看好前途而升為高級公關經理。踏入1990年代，時任有線電視總經理馮美基向他挖角。當時是企業傳訊部高級經理的曾醒明後來被電視廣播業務總經理何定鈞挽留，並在半年內獲擢升為助理總監。曾在2016年6月先轉職顧問，再在同年年尾辭去企業傳訊部宣傳科副總監一職。離職原因出於無綫電視引入的新股東與曾的工作風格迥異，以致他要被迫退下火線。及後，曾醒明於2018年跟隨吳雨加盟亞洲電視，任外事總監，數個月後離開。未幾加入香港開電視任外事顧問。
義工方面，1982年踏足泰北難民村後，有感於泰國北部地區難民需要支援，曾醒明在受好友馮淬帆贈予、柏楊所著的書籍《醜陋的中國人》的啟發下，於是積極組成「莒光文化服務中心」來策劃「送炭到泰北」慈善工程。同年起至現在仍然為泰國多個的難民村提供援助。此外，曾醒明亦曾夥拍其前上司、前香港國際社會服務社主席何掌邦一同參與香港社區的義工服務。

## 家庭生活
曾醒明有兩段婚姻；其中第一任妻子為他誕下兩名兒子。卻因相處時間少而離異。

## 外部連結
- 曾醒明的Facebook專頁